# Habits
"Habits" é uma canção da cantora sueca Tove Lo, contida em seu primeiro extended play (EP), Truth Serum (2013), e em seu álbum de estreia, Queen of the Clouds (2014). Foi composta pela própria juntamente com Ludvig Söderberg, Jakob Jerlström e Daniel Ledinsky. A canção foi lançada em 25 de março de 2013, sendo o segundo single de Tove Lo, e mais tarde relançada em 6 de dezembro de 2013 com o título "Habits (Stay High)". A canção foi lançada nos Estados Unidos em 14 de abril de 2014, como o primeiro single de Truth Serum e de Queen of the Clouds. Musicalmente, "Habits" é uma canção pop que detalha as tentativas da protagonista para esquecer um relacionamento anterior, através de bebidas e outros prazeres hedonistas. 

## Desempenho comercial
A canção alcançou a posição número três na Billboard Hot 100. Ela se manteve nessa posição da tabela com "All About That Bass", de Meghan Trainor, e "Shake It Off", de Taylor Swift, respectivamente, em primeiro e segundo lugar, ocupando o top 10 por dez semanas. Em fevereiro de 2015, a canção já havia vendido 3 milhões de cópias nos Estados Unidos. Ela também alcançou a posição número três na Hot 100 canadense e já vendeu 160.000 cópias no país. O single alcançou a posição número três nas paradas australianas e já vendeu 140.000 cópias no país. Ela também chegou ao número seis nas paradas britânicas e já vendeu 400,00 no país. A canção atingiu o pico no top 10 de mais países como a Hungria, Áustria, Eslováquia, Suíça, Bélgica, Escócia, Noruega, França, Nova Zelândia, Dinamarca, República Checa e atingiu o primeiro lugar em Países Baixos, Polónia e Letónia. 

## Faixas e formatos
| Download digital |          |         |  |
| N.º              | Título   | Duração |  |
| 1.               | "Habits" | 3:28    |  |

| Download digital - Deluxe single |                                      |         |  |
| N.º                              | Título                               | Duração |  |
| 1.                               | "Habits (Stay High)"                 | 3:29    |  |
| 2.                               | "Habits (Stay High)" (vídeo musical) | 3:26    |  |

| Versão remix |                                                  |         |  |
| N.º          | Título                                           | Duração |  |
| 1.           | "Stay High" (com Hippie Sabotage) (Habits Remix) | 4:17    |  |

| Versão remix - The Chainsmokers |                                                      |         |  |
| N.º                             | Título                                               | Duração |  |
| 1.                              | "Habits (Stay High)" (The Chainsmokers Radio Edit)   | 4:24    |  |
| 2.                              | "Habits (Stay High)" (The Chainsmokers Extended Mix) | 4:54    |  |

## Desempenho nas paradas musicais

### Tabelas semanais
| Tabela musical (2014–15)                                | Melhor posição |
| ------------------------------------------------------- | -------------- |
| Áustria (Ö3 Austria Top 75)                             | 3              |
| Canadá (Canadian Hot 100)                               | 3              |
| Canadá (Billboard AC)                                   | 46             |
| Canadá (Billboard CHR/Top 40)                           | 1              |
| Canadá (Billboard Hot AC)                               | 9              |
| Canadá (Billboard Rock)                                 | 42             |
| República Checa (Rádio Top 100)                         | 12             |
| República Checa (Singles Digitál Top 100)               | 3              |
| Dinamarca (Hitlisten)                                   | 10             |
| Dinamarca (Tracklisten Airplay)                         | 6              |
| União Europeia (Euro Digital Songs)                     | 19             |
| França (SNEP)                                           | 2              |
| França (Classements Radios)                             | 2              |
| França (SNEP Streaming Songs)                           | 1              |
| Alemanha (Official German Charts)                       | 14             |
| Alemanha (Airplay Chart)                                | 7              |
| Hungria (Single Top 40)                                 | 9              |
| Hungria (Stream Top 40)                                 | 8              |
| Irlanda (IRMA)                                          | 80             |
| Luxemburgo (Billboard)                                  | 10             |
| México (Mexico Airplay)                                 | 10             |
| México (Mexico Inglés Airplay)                          | 3              |
| Polónia (Polish Airplay Top 100)                        | 1              |
| Portugal (Billboard)                                    | 2              |
| Roménia (International Airplay Songs Chart)             | 1              |
| Escócia (Official Charts Company)                       | 71             |
| Eslováquia (Rádio Top 100)                              | 8              |
| Espanha (PROMUSICAE)                                    | 13             |
| Espanha (Airplay Chart)                                 | 13             |
| Suíça (Schweizer Hitparade)                             | 3              |
| Suécia (Airplay Chart)                                  | 4              |
| Reino Unido (Singles Downloads Chart)                   | 80             |
| Estados Unidos (Billboard Hot 100)                      | 3              |
| Estados Unidos (Billboard Alternative Airplay)          | 19             |
| Estados Unidos (Billboard Hot Rock & Alternative Songs) | 1              |
| Estados Unidos (Billboard Rock Airplay)                 | 16             |
| Estados Unidos (Billboard Adult Top 40)                 | 2              |
| Estados Unidos (Billboard Dance Club Songs)             | 30             |
| Estados Unidos (Billboard Latin Pop Airplay)            | 34             |
| Estados Unidos (Billboard Mainstream Top 40)            | 1              |
| Estados Unidos (Billboard Rhythmic)                     | 8              |